# 乌龙院长白传奇
《乌龙院长白传奇》是华漫兄弟互动娱乐有限公司根据敖幼祥画的《乌龙院大长篇》改编的动画，从2009年开始制作，全104集。

## 梗概
活宝是在长白山的一株人参妖怪，传说它有起死回生的力量。秦王为了长生不老就派人抓住活宝。在秦始皇驾崩后，炼丹师用天斧将该人参精分成六个，其中活宝的躯干和灵魂关在一座地宫。过了1700年后，乌龙院的四个师徒意外地找到了活宝的灵魂。

## 人员表
原作：敖幼祥
导演：母一辉
作画监督：吴兴善
出品人：李儒奇